# روشفور
روشفور (بالفرنسية:  تُنطق [اسمع في هذا المتصفح]Rochefort)‏ هي مدينة فرنسية تقع على الساحل الغربى الفرنسى للمحيط الأطلسى.هي ثالث أكبر مدينة في إقليم شارنت ماريتيم وسادس أكبر مدينة في منطقة بواتو شارنت. عدد سكانها 55740 نسمة.

## جغرافيا

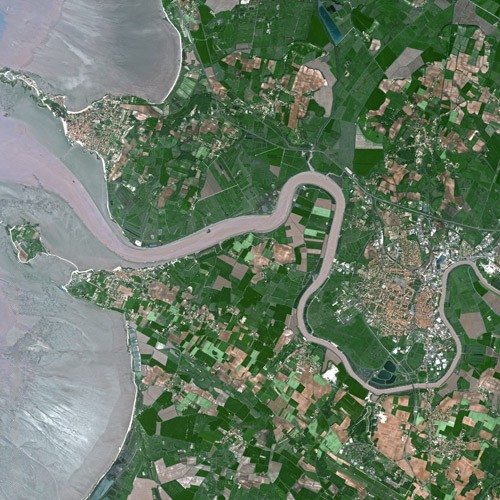
صورة الاقمار الصناعية لروشفور.

تقع أراضي المدينة في حلقة من نهر شارنت، على الضفة اليمنى الشمالية كلها، بالقرب.من مصبّه
تقع على بعد 34 كم جنوب لا روشيل و46 كم شرق سانتس و150 كم جنوب غرب بواتييه و162 كم شمال بوردو و480 كم جنوب غرب باريس.

## تاريخ
في القرن الثاني عشر كان يوجد في تلك الحلقة من نهر شارنت قلعة كانت تحمي الضفّة الشمالية للنهر وتراقب مرور السفن عليه وتحصيل الرسوم على حركة الملاحة النهرية. ولم يوجد حولها إلّا عدد قليل من القرى الصغيرة المتناثرة من الصيادين والمزارعين وقطّاع الأشجار.

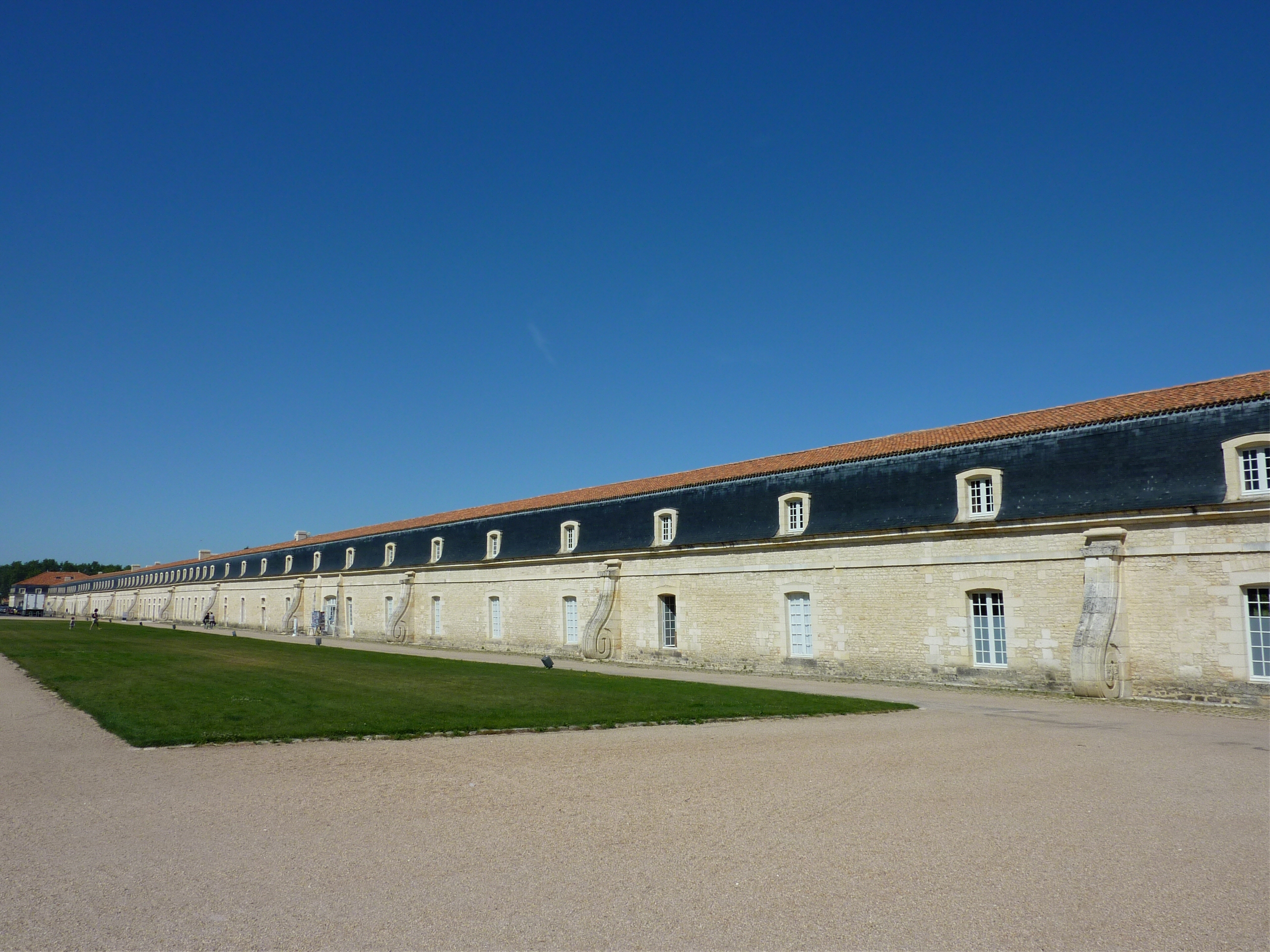
مبنى طوله 374 متر لصناعة حبال البحرية الملكية.

في منتصف القرن السابع عشر كانت القوات البحرية الفرنسية في حالة سيئة. فقرَر لويس الرابع عشر تجديدها وكلف وزيره كولبير ليجد مكانا على ساحل المحيط الأطلسي يمكن أن يستوعب مقرّا للملجأ والدفاع والمشتريات. اختار كولبير موقع روشفور وفي عام 1666 بدأ حفر حوض بناء سفن حربية ومدينة كاملة حوله مع ورش العمل ومخازن وخصوصا مبنى طوله 374 متر لصناعة حبال البحرية الملكية. ثم تطورت المدينة بسرعة وتم بناء السفن بخطى ثابتة جدّا (حوالي 350 قاربا في المجموع).

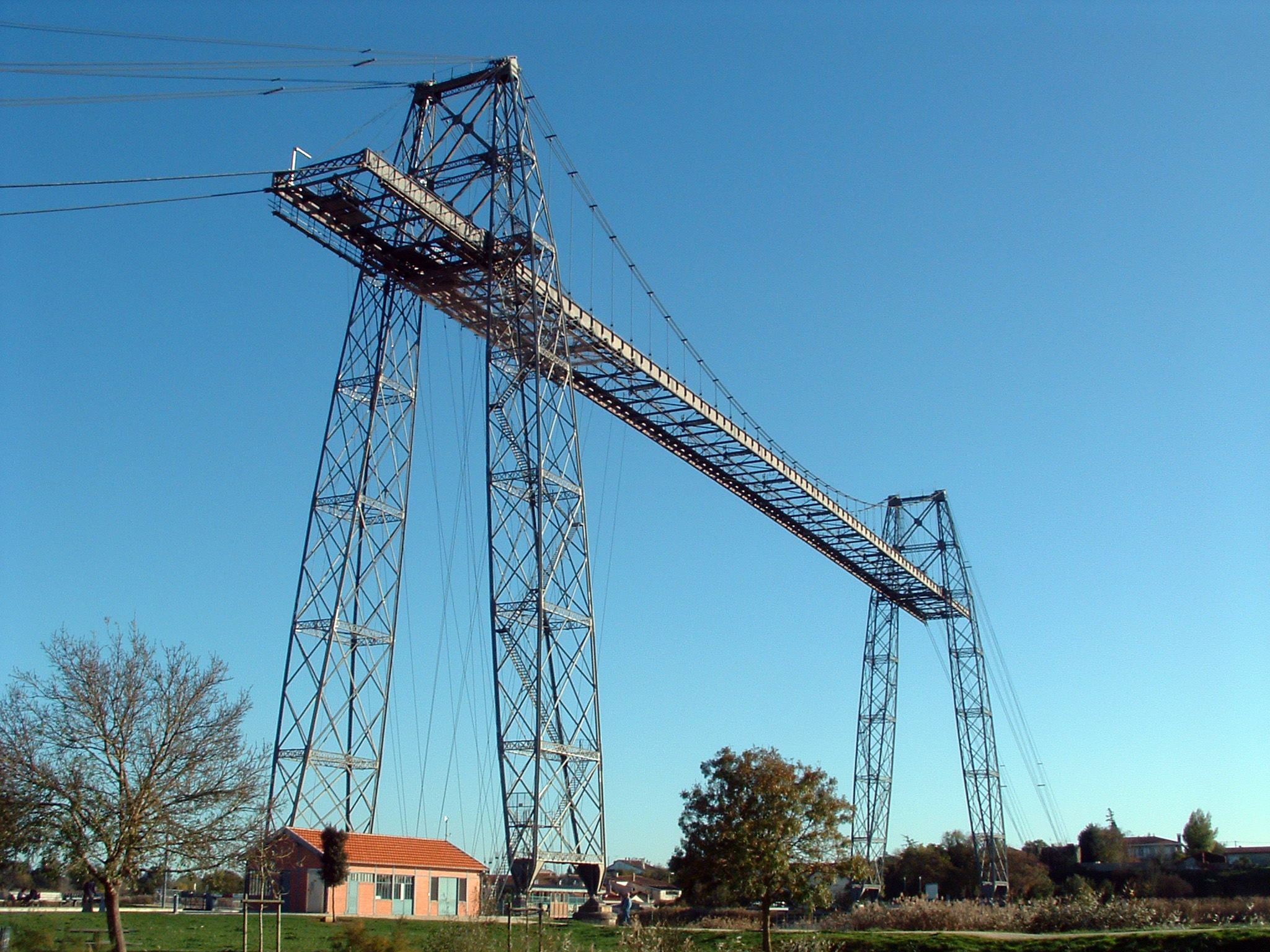
جسر ناقل على نهر شارنت.

في القرن الثامن عشر اكتسبت المدينة عددا من المباني الفخمة وفي نهاية هذا القرن كانت أحواض بناء السفن تعمل بكامل طاقتها. فقد تمّ بناء السفينة الحربية إرميون (التي اشتهرت لنقلها ماركيس دي لافاييت إلى الولايات المتحدة في 1780 ليشارك في الثورة الأمريكية) في أحد عشر شهرا فقط في 1779. افتتح في المدينة سجن السجناء المحكوم عليهم الحياة في 1777. وكان أحدا من ثلاثة سجون رئيسية للمملكة بجانب طولون وبريست. تم إغلاقه في عام 1854. في عام 1857 وصلت السكك الحديدية. في عام 1900 تم بناء جسر ناقل على نهر شارنت.

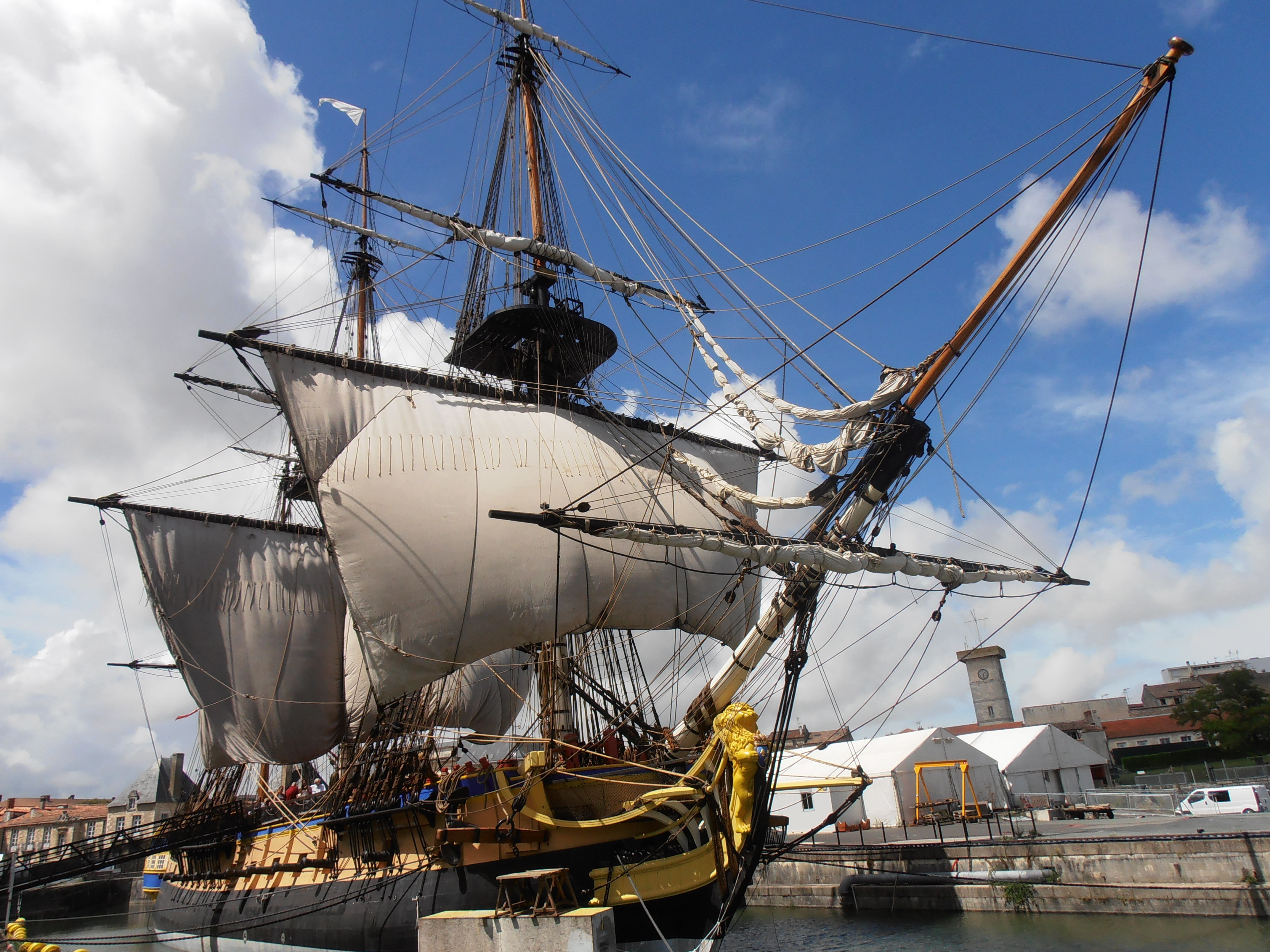
إرميون في يوليو 2014.

في عام 1926، توقف بناء السفن مما أدّى إلى انخفاض سريع في المدينة. خلال الحرب العالمية الثانية تمّ احتلال المدينة من قبل القوات الألمانية من 1940 إلى 1944 عندما أحرق المبنى التاريخي لصناعة الحبال. في عقد الستّينات تمّ بدء إعادة بناء المبنى وفي عقد الثمانينات تمّ تنظيف أحواض بناء السفن وفي 1997 بدأت إعادة بناء السفينة الحربية إرميون التي انتهت في 2014 وسافرت إلى الولايات المتحدة في 2015.
في عام 1967 تم بناء جسر رفع الذي استعاض في عام 1991 عن جسر ارتفاعه أكثر من 40 متر لسمح مرور السفن على النهر تحته.

## وصلات خارجية
- الموقع الرسمي